# Cerro Punta de Damas
Cerro Punta de Damas är ett berg i Chile.   Det ligger i provinsen Provincia de Santiago och regionen Región Metropolitana de Santiago, i den södra delen av landet, 20 km öster om huvudstaden Santiago de Chile. Toppen på Cerro Punta de Damas är 3 061 meter över havet.
Terrängen runt Cerro Punta de Damas är bergig västerut, men österut är den kuperad. Runt Cerro Punta de Damas är det mycket glesbefolkat, med 2 invånare per kvadratkilometer.. Närmaste större samhälle är Puente Alto, 16,8 km sydväst om Cerro Punta de Damas.
Omgivningarna runt Cerro Punta de Damas är i huvudsak ett öppet busklandskap.